# 2 مايو 1808 (لوحة فنية)
2 مايو 1808 أو (هجوم المماليك): 2 مايو و3 مايو هما لوحتان للرسام الأسباني فرانثيسكو غويا. وتمثل لوحة 2 مايو ثورة سكان مدريد ضد نابليون بونابرت أو بالاخرى اخيه حيث يظهر بها الفرنسيون يركبون الاحصنة بينما الأسبان راجلون. ومن ناحية أخرى تكالب الأسبان لاسقاط المرتزقة المماليك من احصنتهم وقتلهم بالخناجر. ان تدخل المماليك ضد الأسبان يمثل قمة احتقار الإسبان الذين لم يقبلوا أبدًا سيطرة مسلمين عليهم وهم الذين طردوهم منذ قرون.